# Calcio Forlì 1985-1986
Questa pagina raccoglie le informazioni riguardanti il Calcio Forlì nelle competizioni ufficiali della stagione 1985-1986.

## Stagione
Nella stagione 1985-1986 il Forlì disputa il girone C del campionato di Serie C2. Con 33 punti ottiene l'undicesima posizione di classifica. Sul finire dell'estate arriva l'ufficialità del ripescaggio in Serie C2 del Forlì, e sulla panchina biancorossa il presidente Tiziano Tampellini richiama Giancarlo Magrini, dopo il frettoloso esonero patito nella stagione precedente. Il Forlì disputa un discreto campionato, che si conclude con una tranquilla salvezza, si mettono in evidenza sul campo i centrocampisti Walter Malerba e Daniele Casotti, in difesa il terzino Massimiliano D'Urso, nel reparto offensivo la coppia formata da Davide Farneti e Marco Di Chio, che insieme insaccano le 15 reti necessarie per concretizzare un campionato senza patemi d'animo. Il Teramo ed il Martina salgono in Serie C1, mentre scendono nell'interregionale il Foligno, il Potenza e l'Aesernia.
Al termine della stagione si chiude il triennio di presidenza dell'imprenditore forlivese Tiziano Tampellini, con lui alla guida il Forlì ha saputo mantenere le categorie professionistiche. Nella Coppa Italia di Serie C il Forlì disputa, prima del campionato, il girone M di qualificazione che promuove il Fano ai sedicesimi di finale della manifestazione.

## Rosa
| N. |                   | Ruolo | Calciatore            |
| -- | ----------------- | ----- | --------------------- |
|    | Italia (bandiera) | A     | Francesco Biasibetti  |
|    | Italia (bandiera) | C     | Giancarlo Caminati    |
|    | Italia (bandiera) | C     | Daniele Casotti       |
|    | Italia (bandiera) | C     | Mauro Curti           |
|    | Italia (bandiera) | C     | Marco Di Chio         |
|    | Italia (bandiera) | D     | Massimiliano D'Urso   |
|    | Italia (bandiera) | A     | Davide Farneti        |
|    | Italia (bandiera) | C     | Massimiliano Foschini |
|    | Italia (bandiera) | A     | Salvatore Frezza      |
|    | Italia (bandiera) | C     | Raffaele Garattoni    |

| N. |                   | Ruolo | Calciatore            |
| -- | ----------------- | ----- | --------------------- |
|    | Italia (bandiera) | P     | Alessio Gianfanti     |
|    | Italia (bandiera) | D     | Carmelo Granata       |
|    | Italia (bandiera) | D     | Luca Lombardi         |
|    | Italia (bandiera) | C     | Walter Malerba        |
|    | Italia (bandiera) | C     | Mirko Mattei          |
|    | Italia (bandiera) | P     | Mirco Piraccini       |
|    | Italia (bandiera) | C     | Andrea Ponti          |
|    | Italia (bandiera) | C     | Luca Renna            |
|    | Italia (bandiera) | D     | Sergio Salice         |
|    | Italia (bandiera) | D     | Giovan Battista Tondi |

## Risultati

### Campionato

#### Girone di andata
| Arbitro: | Leita (Udine) |

|                  |           |                           |
| Martiradonna 74’ | Marcatori | 15’ Carminati 19’ Farneti |

| Forlì 29 settembre 1985 2ª giornata | Forlì           | 0 – 0 | Potenza | Stadio Tullo Morgagni\| Arbitro: \| Giuriola (Roma) \| |
| Arbitro:                            | Giuriola (Roma) |       |         |                                                        |

| Arbitro: | Pesce (Napoli) |

|                                 |           |  |
| Piciollo 4’ D. D'Alessandro 63’ | Marcatori |  |

| Arbitro: | Trinchieri (Roma) |

|                                             |           |  |
| Di Chio 19’ Farneti 41’, 87’ Biasibetti 68’ | Marcatori |  |

| Arbitro: | Della Rovere (Torino) |

|                |           |  |
| Biasibetti 47’ | Marcatori |  |

| Arbitro: | Mariotti (Pontedera) |

|              |           |  |
| Casellato 4’ | Marcatori |  |

| Arbitro: | Ingargiola (Marsala) |

|                          |           |                    |
| Foschini 43’ Di Chio 59’ | Marcatori | 65’ (rig.) Tripepi |

| Arbitro: | Cerina (Cagliari) |

|              |           |             |
| Guidotti 47’ | Marcatori | 87’ Farneti |

| Arbitro: | Frusciante (Como) |

|             |           |                 |
| Di Chio 90’ | Marcatori | 49’ Francavilla |

| Arbitro: | Falca (Pinerolo) |

|             |           |  |
| Di Chio 40’ | Marcatori |  |

| Arbitro: | Marchi (Padova) |

|              |           |  |
| Capoccia 60’ | Marcatori |  |

| Arbitro: | Scaramuzza (Mestre) |

|                    |           |             |
| Farneti 66’ (rig.) | Marcatori | 60’ Bertola |

| Foligno 15 dicembre 1985 13ª giornata | Foligno            | 0 – 0 | Forlì | Stadio San Pietro\| Arbitro: \| Mazzetti (Firenze) \| |
| Arbitro:                              | Mazzetti (Firenze) |       |       |                                                       |

| Arbitro: | Mariotti (Pontedera) |

|          |           |  |
| Curti 8’ | Marcatori |  |

| Sassuolo 5 gennaio 1986 15ª giornata | Sassuolo           | 0 – 0 | Forlì | Stadio Enzo Ricci\| Arbitro: \| Bellotti (Saronno) \| |
| Arbitro:                             | Bellotti (Saronno) |       |       |                                                       |

| Arbitro: | Timpano (Roma) |

|  |           |                  |
|  | Marcatori | 38’, 86’ Colucci |

| Arbitro: | Cafaro (Grosseto) |

|                       |           |  |
| Collevecchio 20’, 90’ | Marcatori |  |

#### Girone di ritorno
| Forlì 26 gennaio 1986 18ª giornata | Forlì                         | 0 – 0 | Fidelis Andria | Stadio Tullo Morgagni\| Arbitro: \| Zebellin (Bassano del Grappa) \| |
| Arbitro:                           | Zebellin (Bassano del Grappa) |       |                |                                                                      |

| Arbitro: | Fiaschi (Pisa) |

|                     |           |            |
| Trevisan 88’ (rig.) | Marcatori | 5’ Farneti |

| Forlì 9 febbraio 1986 20ª giornata | Forlì                 | 0 – 0 | Angizia Luco | Stadio Tullo Morgagni\| Arbitro: \| Capogreco (Catanzaro) \| |
| Arbitro:                           | Capogreco (Catanzaro) |       |              |                                                              |

| Arbitro: | Di Savino (Foggia) |

|                    |           |  |
| La Rosa 16’ (rig.) | Marcatori |  |

| Forlì 23 febbraio 1986 22ª giornata | Jesi                | 0 – 0 | Forlì | Stadio Tullo Morgagni\| Arbitro: \| Bencivenga (Torino) \| |
| Arbitro:                            | Bencivenga (Torino) |       |       |                                                            |

| Arbitro: | Cazzamalli (Milano) |

|                 |           |                                   |
| Di Chio 3’, 57’ | Marcatori | 21’ Cassiani 71’ (rig.) Casellato |

| Arbitro: | Giuriola (Rovigo) |

|                           |           |            |
| Presicci 23’ Corrente 30’ | Marcatori | 43’ Mattei |

| Arbitro: | Della Rovere (Torino) |

|                        |           |              |
| Farneti 49’ D'Urso 55’ | Marcatori | 24’ Di Somma |

| Civitanova Marche 29 marzo 1986 26ª giornata | Civitanovese          | 0 – 0 | Forlì | Stadio Polisportivo\| Arbitro: \| Papponetti (L'Aquila) \| |
| Arbitro:                                     | Papponetti (L'Aquila) |       |       |                                                            |

| Arbitro: | Aceti (Seregno) |

|                               |           |  |
| Frigerio 65’ Alessandroni 85’ | Marcatori |  |

| Arbitro: | Tommasi (Pavia) |

|              |           |  |
| Foschini 87’ | Marcatori |  |

| Arbitro: | Raucci (Ercolano) |

|                 |           |             |
| Pepe 90’ (rig.) | Marcatori | 67’ Di Chio |

| Forlì 4 maggio 1986 30ª giornata | Forlì             | 0 – 0 | Foligno | Stadio Tullo Morgagni\| Arbitro: \| Trinchieri (Roma) \| |
| Arbitro:                         | Trinchieri (Roma) |       |         |                                                          |

| Arbitro: | Risetti (Voghera) |

|                    |           |  |
| Zappasodi 43’, 47’ | Marcatori |  |

| Arbitro: | Lattuada (Legnano) |

|             |           |             |
| Di Chio 74’ | Marcatori | 46’ Carsoli |

| Francavilla al Mare 25 maggio 1986 33ª giornata | Francavilla     | 0 – 0 | Forlì | Stadio Valle Anzuca\| Arbitro: \| Sileo (Bergamo) \| |
| Arbitro:                                        | Sileo (Bergamo) |       |       |                                                      |

| Forlì 1º giugno 1986 34ª giornata | Forlì             | 0 – 0 | Teramo | Stadio Tullo Morgagni\| Arbitro: \| Rungger (Bolzano) \| |
| Arbitro:                          | Rungger (Bolzano) |       |        |                                                          |

### Coppa Italia

#### Girone M
| Arbitro: | Manfredini (Modena) |

|  |           |              |
|  | Marcatori | 46’ P. Rossi |

| Arbitro: | Rosati (Empoli) |

|                   |           |  |
| Neri 20’ Tota 54’ | Marcatori |  |

| Arbitro: | D'Ambrosio (Padova) |

|  |           |                       |
|  | Marcatori | 7’ Frezza 45’ Farneti |

| Arbitro: | Lattuada (Legnano) |

|                   |           |                  |
| P. Rossi 80’, 87’ | Marcatori | 15’, 79’ Farneti |

| Arbitro: | Caprini (Perugia) |

|  |           |                |
|  | Marcatori | 63’ M. Mancini |

| Arbitro: | Benazzoli (Bassano del Grappa) |

|                                                     |           |  |
| Foschini 42’ (rig.), 46+1’ Caminati 69’ Di Chio 89’ | Marcatori |  |